# Piper lanatum
Piper lanatum är en pepparväxtart som beskrevs av Robert Wight och Friedrich Anton Wilhelm Miquel. Piper lanatum ingår i släktet Piper och familjen pepparväxter. Inga underarter finns listade i Catalogue of Life.